# Voloder (Bosanska Krupa)
Voloder es un pueblo de la municipalidad de Bosanska Krupa, en el cantón de Una-Sana, Bosnia y Herzegovina.

## Superficie
Posee una superficie de 6,3 kilómetros cuadrados.

## Demografía
Hasta 2013 la población era de 1114 habitantes, con una densidad de población de 176,7 habitantes por kilómetro cuadrado.